# 王瓆
王瓆（1594年—1670年），字蓝璧，號襟白，晚年自號秋露道人，陕西平凉府静宁州人。明末清初政治人物。

## 生平
萬曆四十六年（1618年）戊午科陕西乡试舉人，崇祯四年（1631年）辛未科进士，兵部观政，授山西孝义县知县，六年任山西乡试同考官，九年升兵部武选司主事，本年调用，改任绍兴府推官。又调黄梅县知县，升户部浙江司主事，历员外、郎中，崇祯十五年冬，升湖广按察司分巡武昌监军道佥事。十六年五月，张献忠攻入湖广，武昌、黄州、汉阳三府俱陷，王瓆家口数十人皆死于战乱。他突围至浔阳，泣请大将左良玉救援发兵，左派兵援助，王瓆会同总兵方国安力战，收复三府。明亡后，隐居荒野，后经家人遍訪，始归故乡。清初以不愿剃发，曾被逮捕，为門生王廷諫所救。顺治八年（1651年）与其兄王琪、州人何永嗣、李淳、郭敦、王宗鹤等六人組成“娱老雅社”，著有《芝兰斋诗》若干卷，曾刊行于世，卒年七十七岁。

## 家族
高祖王梅，號北峰。曾祖王延齡，號蒼崖，官介休县丞。祖父王守，封文林郎、彭山知县。父亲王大材，官云南曲靖府同知。